# Спринг Хил (Минесота)
Спринг Хил (енгл. Spring Hill) град је у америчкој савезној држави Минесота.

## Демографија
По попису из 2010. године број становника је 85, што је 30 (54,5%) становника више него 2000. године.
| Група             | 2000.       | 2010.       |
| Белци             | 55 (100,0%) | 85 (100,0%) |
| Афроамериканци    | 0 (0,0%)    | 0 (0,0%)    |
| Азијати           | 0 (0,0%)    | 0 (0,0%)    |
| Хиспаноамериканци | 0 (0,0%)    | 0 (0,0%)    |
| Укупно            | 55          | 85          |